# Warrap (bang)
Bang Warrap (tiếng Ả Rập: واراب) là một trong 10 bang của Nam Sudan, trong vùng Bahr el Ghazal. Jonglei là tiểu bang lớn nhất tại Cộng hòa Nam Sudan. Bang có diện tích 31.027 km2. Thủ phủ bang là thành phố Kuajok, thay cho Warrap. Bang được chia thành các hạt.